# 검은난쟁이호저
검은난쟁이호저(Coendou nycthemera)는 아메리카호저과에 속하는 설치류의 일종이다. 브라질 북부 지역의 토착종이다. 마데이라강의 아마존 우림 동부와 아마존강 남부에서 발견된다. 일차림에서 서식하며, 이차림에서도 서식하는 것으로 추정하고 있다. 1992년 핸들리 주니어(Charles O. Handley, Jr.)와 파인(Ronald H. Pine)이 Coendou koopmani로 기재했지만, 1818년에 기대된 종 Coendou nycthemera로 확인되었다. 야행성 동물이며, 초식 동물이다.